# II Cumbre Presidencial de Prosur
La II Cumbre Presidencial de Prosur se realizó el  12 de diciembre de 2020 a través de videoconferencia.
En el evento participaron de forma presencial los presidentes de Colombia y Chile en el Palacio de La Moneda. Participaron en forma virtual los representantes de Brasil, Guyana, Paraguay, Perú y Uruguay. En la reunión, Colombia asumió la Presidencia Pro Tempore de PROSUR.